# Катар
Ка́та́р (араб. قَطَرْ‎ [ˈqɑtˁɑr], местн. [ɡitˁar]), официально — Госуда́рство Ка́та́р (араб. دَوْلَةُ قَطَرْ‎ [ˈdawlat ˈqɑtˁɑr]) — государство (эмират) на Ближнем Востоке, расположенное на Катарском полуострове в восточной части Аравийского полуострова.
Граничит с Саудовской Аравией на юге, со всех остальных сторон омывается Персидским заливом. На северо-западе имеет морскую границу с островами Бахрейна, на юго-востоке — морскую границу с ОАЭ. Доха является столицей, резиденцией правительства и местом расположения основных коммерческих и финансовых учреждений. Более половины населения страны проживает там. Город также является крупным культурным центром с различными музеями и образовательными центрами.
Катар — третий по запасам природного газа, шестой экспортёр природного газа и крупный поставщик нефти и нефтепродуктов (21-е место в мире). С 1961 года входил в Организацию стран — экспортёров нефти, но 1 января 2019 года вышел из неё.

## Этимология
По мнению Е. М. Поспелова, государство и полуостров Катар получили название по селению Кадару, существовавшему в древности на этом полуострове.

## География
Почти вся территория страны, расположенная на полуострове, — пустыня. На севере — низкая песчаная равнина с редкими оазисами, покрытая движущимися (эоловыми) песками; в срединной части полуострова — каменистая пустыня с участками солончаков; на юге — высокие песчаные холмы. В Катаре находится несколько охраняемых территорий, в том числе национальный парк Умм Таис.
Земля в основном состоит из скалистых равнин, покрытых рядом невысоких выходов известняка, таких как Джебель-Духан и Джебель-Фувайрит.
В Катаре — сухой субтропический пустынный климат с низким годовым количеством осадков и жарким летом. Зимой количество осадков минимально. В среднем осадков — не более 75,2 мм в год. Летом температура колеблется от 25 до 46 градусов.
Полуостров беден водой. Постоянных рек нет. Большую часть воды приходится получать путём опреснения морской. Подземные источники пресной воды и оазисы находятся, в основном, на севере. Животный мир беден, преобладают пресмыкающиеся и грызуны.

## История
Согласно археологическим свидетельствам, раскопкам, надписям и немногочисленным гончарным изделиям, найденным в различных районах страны, заселение Катарского полуострова датируется почти четырьмя тысячами лет до нашей эры.
В V веке до нашей эры греческий историк Геродот упоминал, что первыми жителями Катара были ханаанские племена, известные своим мореплаванием и морской торговлей. Кроме того, так называемая Карта Аравии греческого географа Птолемея включала в себя то, что сам Птолемей тогда называл «Катра», что, как полагают, является ссылкой на город Эз-Зубара, который ранее был одним из самых важных торговых портов в районе Персидского залива.
Жители Катара участвовали в подготовке первого военно-морского флота для перевозки армий во время мусульманских завоеваний.
Под властью Аббасидов в 14 веке нашей эры Катар стал свидетелем периода экономического процветания, о чём свидетельствуют письменные записи, найденные в форте Маруб на западном побережье, представляющие архитектурный характер Аббасидов.
После своего военного союза с турками в 16 веке нашей эры катарцы смогли изгнать португальцев, и это стало началом правления Османской империи над всем Аравийским полуостровом, включая Катар, в течение примерно четырёх столетий подряд. Турецкое правление в регионе, однако, пошло на убыль с началом Первой мировой войны в 1914 году, и в 1916 году был заключён договор с Великобританией, предусматривающий защиту катарских земель и народа. Британская власть ограничивалась в основном надзором за некоторыми административными делами.
Катаром правила династия Аль Тани в честь её лидера Тани бин Мухаммеда — отца шейха Мухаммеда бин Тани, который впоследствии стал первым шейхом, имевшим фактическую власть над Катарским полуостровом в середине девятнадцатого века.
Будучи потомками племени Бану Тамим, чья родословная восходит к Мудхару бин Низару, Аль Тани поселились в оазисе Джибрин на юге Неджда до своего перемещения на север Катарского полуострова. Затем они переехали в Доху в середине девятнадцатого века под руководством шейха Мухаммеда бин Тани.
Хронология современной истории Катара начинается в восемнадцатом веке, когда все племена собрались под властью семьи Аль Тани. Это проложило путь к большей стабильности в стране, независимости от соседних стран и установлению сбалансированных отношений с различными влиятельными сторонами в регионе.
В 1868 году шейх Мухаммед бин Тани подписал соглашение с британскими властями в Персидском заливе, признававшее Катар независимым политическим образованием. В силу этого соглашения Великобритания обещала защищать Катар от любых внешних агрессий.
В последней четверти девятнадцатого века Катар находился под контролем Османской империи. Катар поддерживал связи с государством Халифат под властью шейха Джасима бин Мухаммеда Аль Тани, несмотря на разногласия во мнениях по некоторым вопросам, до его кончины (17 июля 1913 г.) и начала Первой мировой войны.
В 1916 году шейх Абдаллах бин Джасим Аль Тани подписал англо-катарский договор из 11 статей, сделав при этом оговорку к трём из этих статей, которые, по его мнению, посягают на национальный суверенитет. Это:
- статья 7, позволяющая британским гражданам конкурировать с местными жителями в торговле жемчугом;
- статья 8, предусматривающая назначение британского политического резидента в Катаре;
- статья 9, позволяющая Великобритании открыть в стране почту и телеграф.

В статьях 2, 10 и 11 Великобритания обязалась защищать Катар от всех морских агрессий и от иностранного вмешательства в его внутренние дела.
Шейх Абдаллах продлил этот договор в 1935 году, и первое концессионное соглашение о разведке нефти в Катаре было подписано с англо-персидской нефтяной компанией. Кроме того, он согласился на назначение британского политического резидента в Катаре, хотя это произошло только в 1949 году, что сделало Катар последней страной Персидского залива, согласившейся на этот шаг.
Первая добыча нефти произошла в конце 1939 года, однако разведочные работы были остановлены во время Второй мировой войны. Это совпало с упадком индустрии добычи жемчуга и спадом на рынке природного жемчуга, что привело к ухудшению экономических условий. Ситуация начала меняться в начале 1950-х годов, когда в Катаре стало проявляться влияние экспорта нефти.
В 1960-х Катару удалось участвовать в международных мероприятиях, вступив в такие организации ООН, как ЮНЕСКО и Всемирная организация здравоохранения (ВОЗ); участие в конференциях нефтедобывающих стран.
В январе 1968 года британское правительство вывело свои войска с востока от Суэца, тем самым положив конец эпохе протектората правителей арабских государств Персидского залива.
Шейх Ахмад бин Али Аль Тани, правивший в то время Катаром, издал указ № (11) от 1969 года о создании Министерства иностранных дел, которое впоследствии стало ядром Министерства иностранных дел Катара.
Первая Конституция Катара была ратифицирована в апреле 1970 года в виде Временного основного статута, который предусматривал формирование первого Совета министров. Соответственно, был издан Указ № (35) от 29 мая 1970 г. о формировании Кабинета министров и определении полномочий его министров и функций других государственных органов, как это предусмотрено в Статуте.
Кабинет министров, состоявший из десяти министерских портфелей, впервые собрался 3 июня 1970 года.
3 сентября 1971 года шейх Халифа бин Хамад Аль Тани, тогдашний наследник престола и премьер-министр, объявил о расторжении Договора 1916 года, предвещая новый этап в истории страны, когда правительство взяло бразды правления в свои руки и провозгласило Катар независимым государством.
В 2022 году в Катаре прошёл 22-й чемпионат мира по футболу.

## Государственное устройство

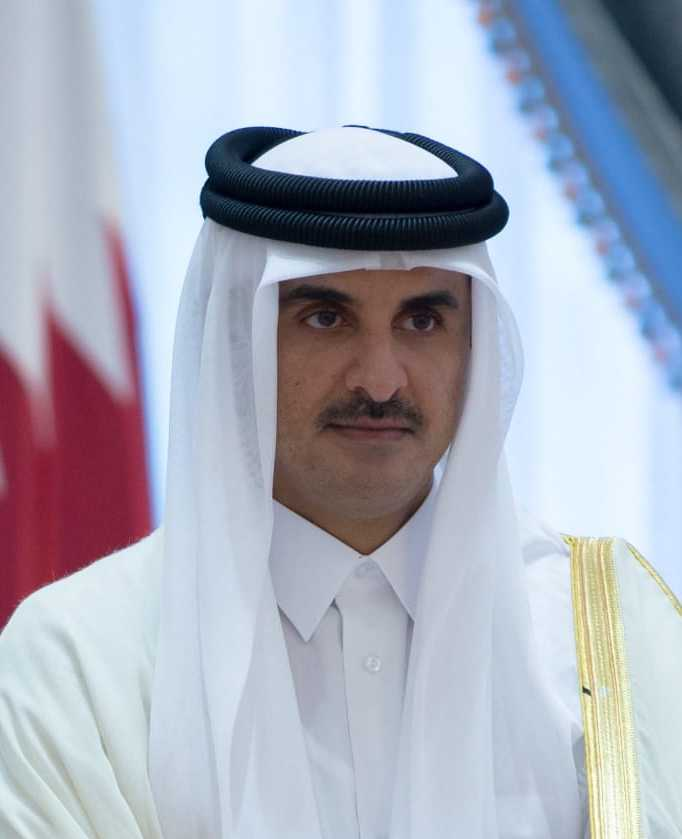
Тамим ибн Хамад Аль Тани, Эмир Катара

Катар является абсолютной монархией, где власть передаётся по наследству среди представителей династии Аль Тани.
Государственная структура Катара включает министерства, высшие советы и другие государственные учреждения. Институты государственного управления Катара быстро развиваются и стремятся удовлетворить потребности граждан и клиентов институциональных услуг[нужна атрибуция мнения]. Около 90 000 сотрудников, в том числе катарцы и иностранцы, работают в правительстве и других учреждениях государственного сектора.
Система правления в Катаре основана на разделении и сотрудничестве властей. Исполнительная власть принадлежит эмиру и наследнику, которым помогает Совет министров, как это предусмотрено Конституцией, а законодательная власть принадлежит Консультативному совету[нужна атрибуция мнения].
Эмир является главой государства и представляет страну внутри страны, за её пределами и во всех международных отношениях. Он также является главнокомандующим вооружёнными силами, которыми он руководит при содействии Совета обороны, находящегося в его прямом подчинении. Судебная власть принадлежит судам общей юрисдикции; судебные решения провозглашаются именем эмира.
Эмиру помогают Совет министров или кабинет, премьер-министр и шесть высших советов. Эмир назначает премьер-министра и министров, принимает их отставку и освобождает от занимаемых должностей своими указами. Он поручает задачи каждого министерства министру или премьер-министру в соответствии с указом о назначении.
Премьер-министр председательствует на заседаниях Совета министров и контролирует координацию работы между различными министерствами с целью достижения единства и интеграции всех ветвей власти. Он также подписывает решения Совета.
Кабинет формируется указом эмира по предложению премьер-министра. Обязанности и полномочия министров и государственных ведомств определяются в соответствии с законом. Совет министров, являясь высшим органом исполнительной власти в стране, уполномочен контролировать все внутренние и внешние дела в пределах своей компетенции в соответствии с положениями Конституции и закона.
Министерства и другие государственные учреждения несут ответственность за реализацию государственной политики и программ, имеющих отношение к ним.
Шейх Тамим ибн Хамад Аль Тани приступил к своим обязанностям эмира Государства Катар 25 июня 2013 года после объявления его отцом эмиром шейхом Хамадом ибн Халифой Аль Тани решения передать власть своему наследнику.
В Катаре запрещено создание политических партий, профсоюзов, проведение демонстраций. Выход из ислама считается в Катаре преступлением и карается смертной казнью. Богохульство — тюремным сроком до семи лет, пропаганда любой религии, кроме ислама, карается тюремным сроком до десяти лет.

## Административное деление

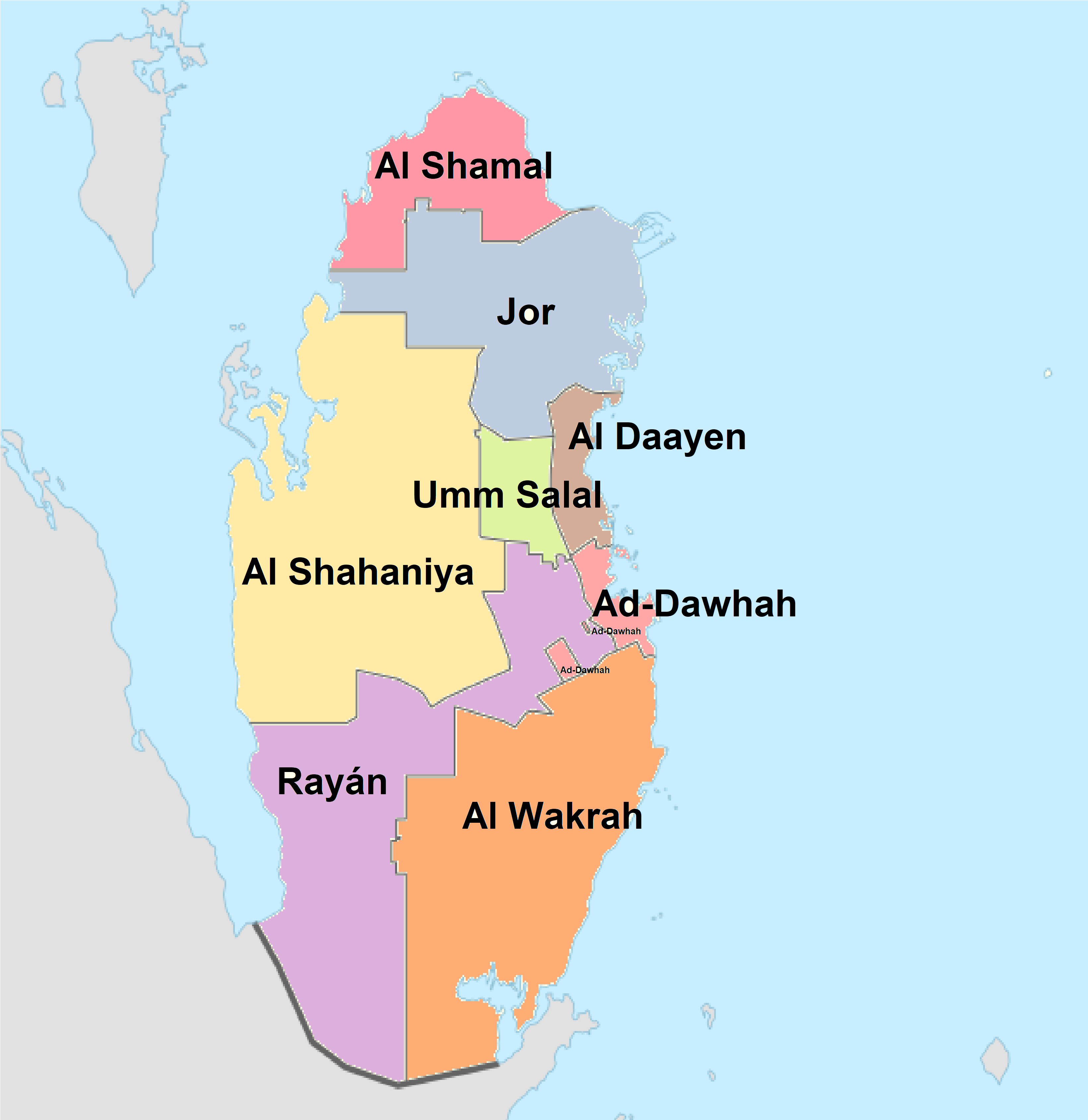
Административная карта Катара

Катар разделён на 8 муниципалитетов (араб. بلديات‎ — баладийят).
| № | Муниципалитет | Административный центр | Площадь, км² | Население, чел. (2020) | Плотность, чел./км² | Код ISO |
| - | ------------- | ---------------------- | ------------ | ---------------------- | ------------------- | ------- |
| 1 | Эд-Доха       | Доха                   | 234          | 1 186 023              |                     | QA-DA   |
| 2 | Эд-Дайиан     | Эд-Дайиан              | 236          | 100 083                |                     | QA-ZA   |
| 3 | Эль-Хаур      | Эль-Хаур               | 1551         | 140 453                |                     | QA-KH   |
| 4 | Эль-Вакра     | Эль-Вакра              | 2520         | 265 102                |                     | QA-WA   |
| 5 | Эр-Райян      | Эр-Райян               | 2450         | 826 786                |                     | QA-RA   |
| 6 | Эш-Шамаль     | Эш-Шамаль              | 902          | 16 730                 |                     | QA-MS   |
| 7 | Умм-Салаль    | Умм-Салаль             | 310          | 149 701                |                     | QA-US   |
| 8 | Эш-Шахания    | Эш-Шахания             | 3309         | 161 240                |                     | QA-US   |
|   | Всего         |                        | 11 571       | 2 846 118              |                     |         |

## Население
| На 31 января | 2009      | 2010      | 2015      | 2016      | 2017      | 2018      | 2020      |
| ------------ | --------- | --------- | --------- | --------- | --------- | --------- | --------- |
| Мужчин       | 1 219 191 | 1 282 978 | 1 693 455 | 1 853 001 | 1 971 536 | 1 989 237 | 2 034 518 |
| Женщин       | 341 786   | 398 121   | 531 128   | 570 174   | 604 645   | 654 491   | 811 400   |
| Всего        | 1 560 977 | 1 681 099 | 2 224 583 | 2 423 175 | 2 576 181 | 2 643 728 | 2 846 118 |

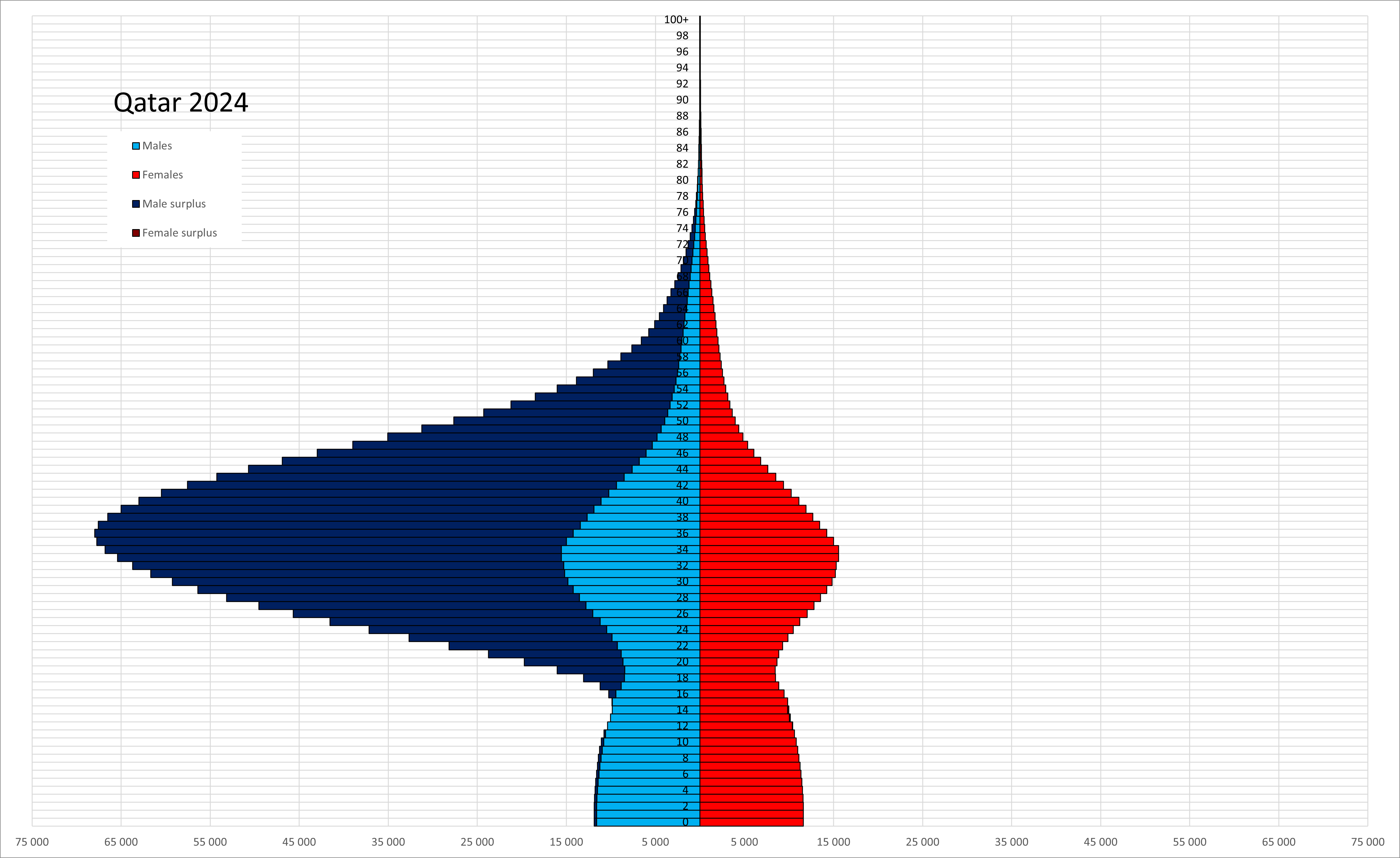
Возрастно-половая пирамида населения Катара на 2024 год

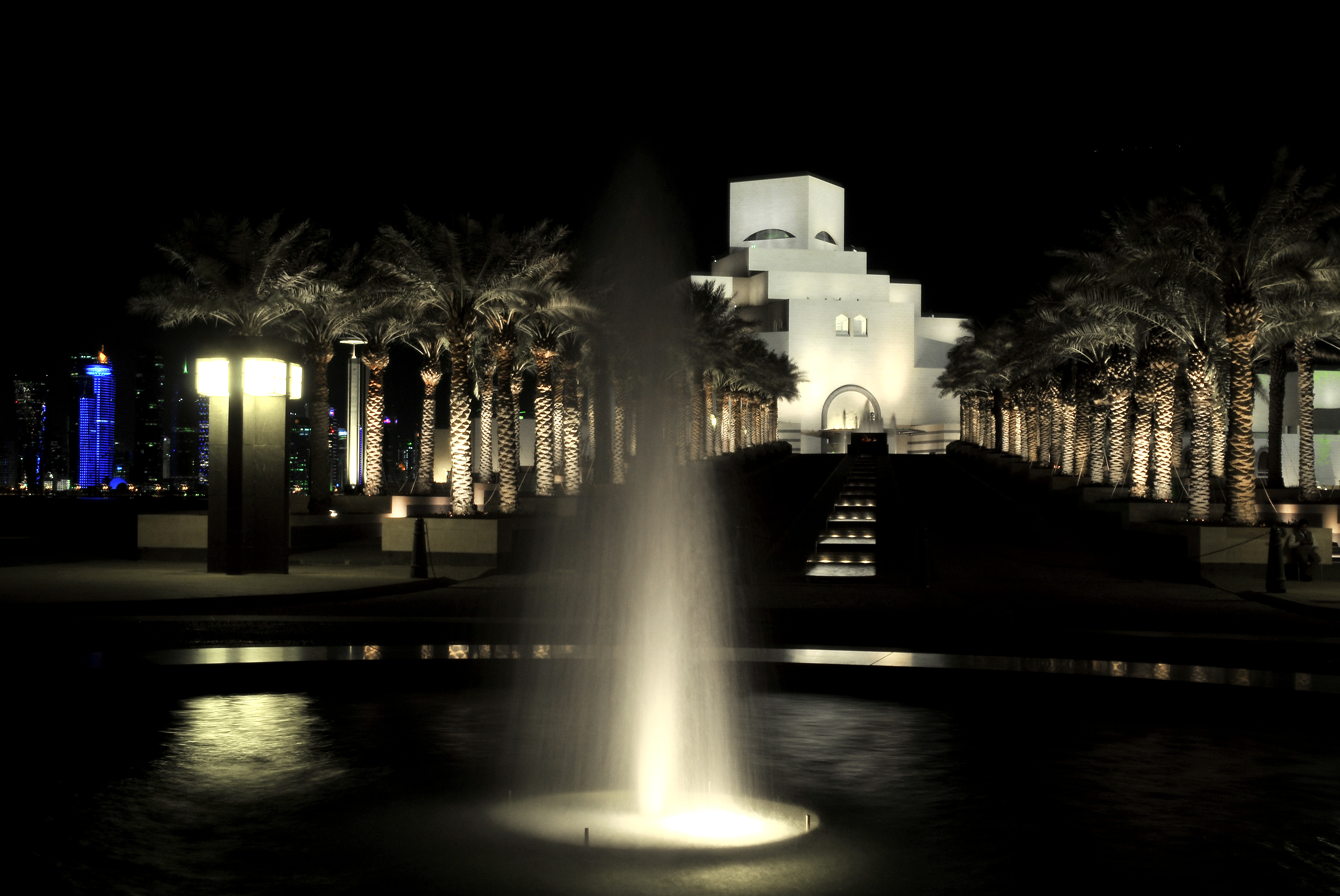
Музей исламского искусства в Дохе

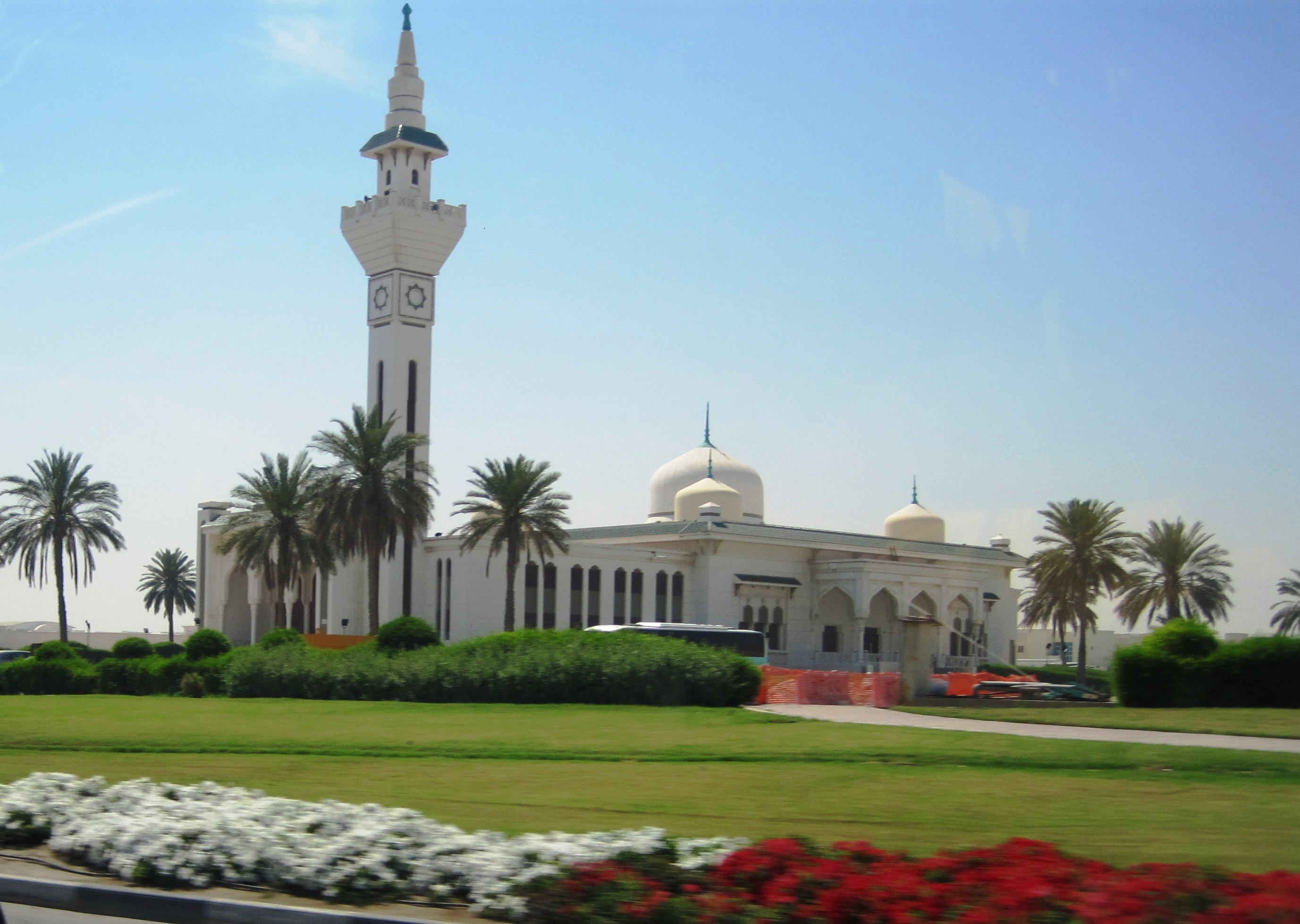
Мечеть в Катаре

По состоянию на 2015 год, 11,6 % населения составляют катарцы, 88,4 % населения составляют иммигранты. В Катаре проживают также выходцы из Пакистана (18 %), Индии (18 %), Ирана (10 %), из других стран (14 %). Арабский язык является официальным языком страны. Английский широко распространен как второй язык. Государственная религия — ислам суннитского толка, иранцы — шииты. По состоянию на 2020 год: мусульмане — 65,2 %, индуисты — 15,9 %, христиане — 13,7 %, буддисты — 3,8 %, евреи — 0,1 %, последователи народных религий — 0,1 %, другие — 1 %, атеисты — 1 %.
Численность населения Катара в декабре 2020 года составила 2 846 118 человек. Городское население — 99,3 % (2021 год). Большая часть населения сосредоточена в столице Дохе или вокруг неё на восточной стороне полуострова. Суммарный коэффициент рождаемости на 2021 год — 1,9 рождений на женщину. Грамотность — 93,5 %; мужчин — 92,4 %, женщин — 94,7 % (2017 год). Около 12,84 % населения составляет возрастная группа до 15 лет, 85,97 % — от 15 до 65 лет, 1,19 % — старше 65 лет. В 2021 году рождаемость оценивалась в 9,38 на 1000 населения, смертность — 1,42 на 1000, иммиграция — 4,3 на 1000, прирост населения составил 1,23 %. Младенческая смертность — 6,7 на 1000 новорождённых. Ожидаемая продолжительность жизни населения по состоянию на 2021 год — 79,58 лет, у мужчин — 77,47 лет, а у женщин — 81,74 лет. Средний возраст населения, по состоянию на 2020 год, — 33,7 лет (мужчины — 35 лет, женщины — 28,2 лет).
На 2017 год население составляло около 2,64 миллиона человек, из которых 99,38 % — горожане (около 2,62 млн человек).

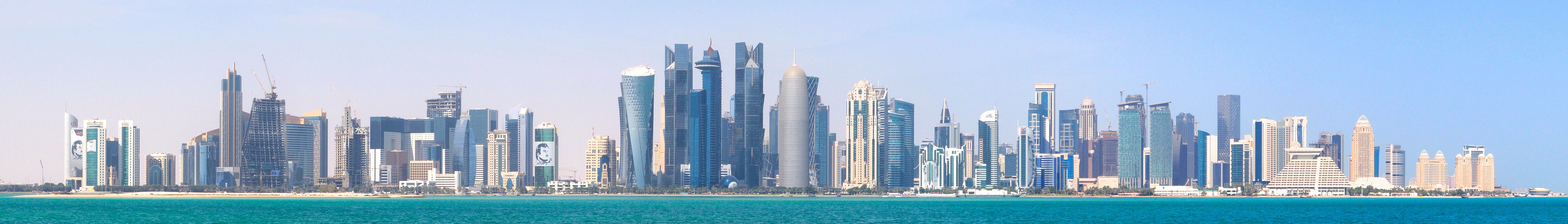
Линия горизонта Дохи

## Экономика
Благодаря своим значительным запасам нефти и газа, Катар имеет один из самых высоких доходов на душу населения в мире.
Добыча нефти и газа дают более 50 % ВВП, 85 % стоимости экспорта и 70 % доходной части государственного бюджета. Нефть и газ сделали Катар первой страной в мире по ВВП на душу населения.
В структуре ВВП главенствуют сфера промышленности (75 %), сфера обслуживания даёт 25 % ВВП, сельское хозяйство — 0,1 %.

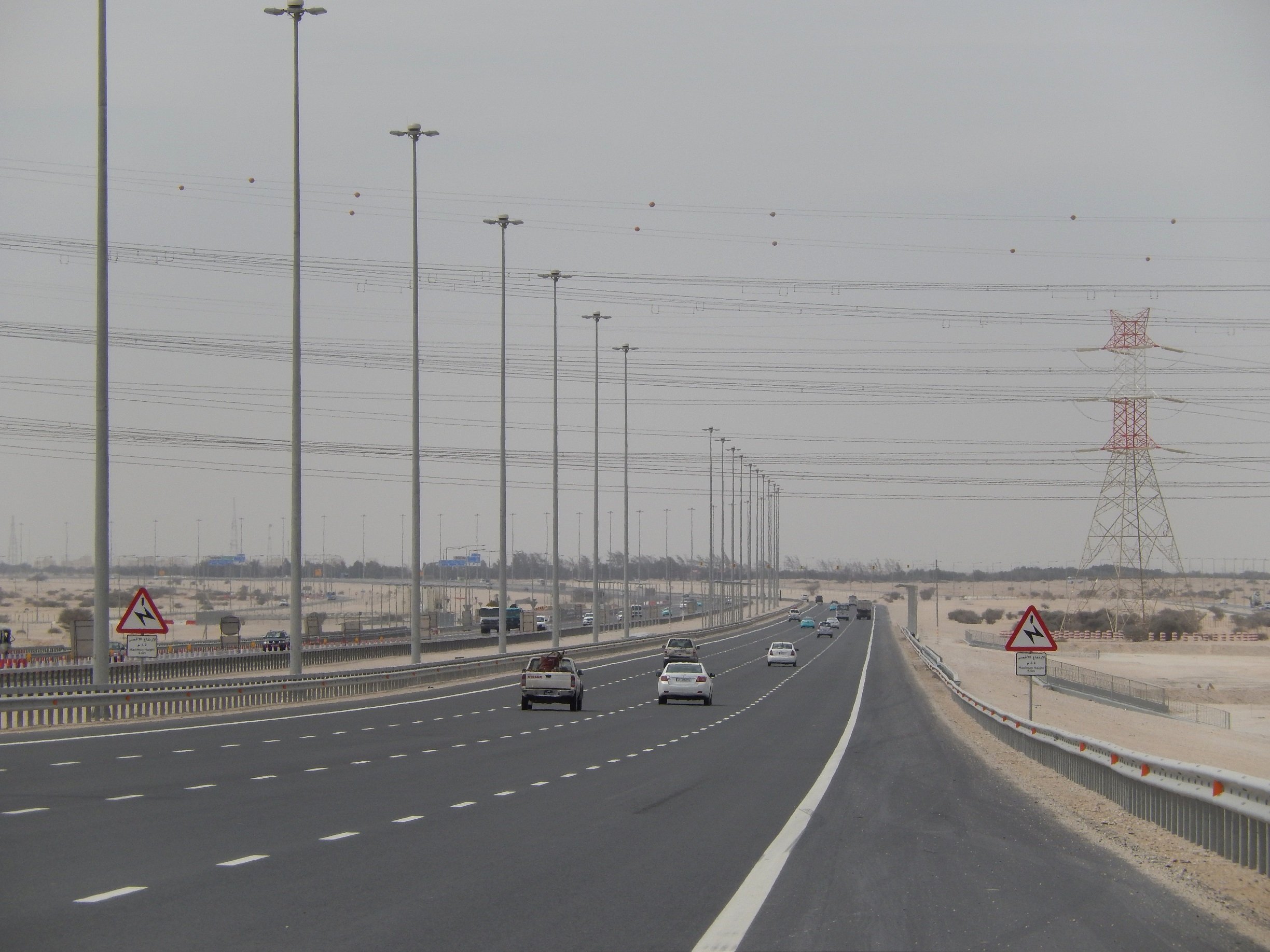
Автострады в Катаре

Развита нефтеперерабатывающая, нефтехимическая, химическая, металлургическая промышленность (крупный сталеплавильный комплекс в Умм-Саиде работает на привозном сырье). В северной части Катара расположено гигантское нефтегазоконденсатное месторождение North, или Северное.
Сельское хозяйство развито слабо и удовлетворяет лишь 10 % потребностей страны в продовольствии. Земледелие сосредоточено в оазисах (финиковая пальма, овощеводство и садоводство). Животноводством заняты кочевые и полукочевые племена, которые разводят верблюдов, овец и коз.
Экспорт в 2008 году — 55 млрд долл.: сжиженный газ, нефтепродукты, удобрения, сталь.
Основные покупатели: Япония — 40,8 %, Южная Корея — 16,3 %, Сингапур — 11,8 %, Таиланд — 4,6 %, Индия — 4,4 %.
Импорт в 2008 году — 21,2 млрд долл.: машины и оборудование, транспортные средства, продовольствие, химические продукты.
Основные поставщики: США — 12,3 %, Германия — 9,2 %, Италия — 9,1 %, Япония — 8,1 %, Франция — 6,3 %.
В банковскую систему Катара входят 16 коммерческих банков (включая отделения (филиалы) иностранных банков).
В рейтинге (2012 год), составленном американским изданием «Forbes», Катар занял первую строчку по показателю «средний доход на душу населения», который составил 88 222 доллара США.
Кроме нефти, Катар обладает огромными запасами природного газа. В 1997 году началась разработка расположенного в море одного из крупнейших в мире месторождений природного газа Северное (частично принадлежит Ирану), которое содержит около 15 % доказанных мировых запасов природного газа.
Катар развивает туризм, в стране создано Управление по туризму.
С марта 2021 года минимальный размер оплаты труда составляет 1000 катарских риалов ($274,65) в месяц. Если работодатель не предоставляет жильё и питание работникам он дополнительно им выплачивает 500 катарских риалов ($137,32) на проживание и 300 катарских риалов ($82,39) на питание.
Катар рассматривает себя как крупный авиационный хаб, предлагающий стыковки для полётов по всему миру. Международный аэропорт Хамад является базовым для национальной авиакомпании «Qatar Airways».

## Вооружённые силы
Численность — 12 330 человек (11 800 по JCSS)

### Сухопутные силы
Общая численность — 8500 человек. Один полк Эмирской гвардии (3 пехотных батальона), 1 бронетанковый полк (1 танковый и 1 механизированный батальоны, 1 артиллерийский дивизион), 6 отдельных батальонов (1 танковый, 1 специального назначения (сокр. состава) и 4 мотопехотных), 1 полк полевой артиллерии, 2 отдельных артиллерийских дивизиона (миномётный и противотанковый), 1 зенитная батарея.
Бронетехника:
- 44 АМХ-30S
- 62 «Леопард-2»
- БРМ, БМП и БТР — 400 ед (в том числе 160 VAB)
- 6 БРЭМ

Артиллерия:
- 28 155-мм Мк F-3
- 24 PzH 2000
- 12 155-мм G-5
- 4 180-мм РСЗО «Астрос» (SS-40/SS-30)
- 84-мм лёгкие безоткатные орудия «Карл Густав»
- 40-мм противопехотные гранатомёты М203
- Миномёты — 45-49 (15 — 120-мм; 4 самоходных VRM)
- 100—150 ПТРК «Хот» и «Милан» (в том числе 24 самоходных, на базе VAB)

### Военно-воздушные силы
Численность — 2100 человек. Состав: 1-е истребительное крыло (7-я истребительно-бомбардировочная («Мираж-2000-5») и 11-я штурмовая («Альфа Джет» и «Хок») эскадрильи); 2-е вертолётное крыло (6-я («Газель»), 8-я (противокорабельная, «Командо») и 9-я («Командо») эскадрильи); транспортная эскадрилья; силы противовоздушной обороны.
- Боевые самолёты: 9 «Мираж 2000-5EDA» и 3 «Мираж-2000-5DDA»
- Учебно-боевые самолёты: 6 «Альфа Джет», 15 «Хок» Мк100, 3 «M-346»
- Транспортные самолёты: 7 единиц
- Вертолёты: около 30 (в том числе 10-12 SA-342L «Газель» с ПТУР «Хот»)
- зенитно-ракетный дивизион (9 ЗРК «Роланд»)
- ПВО (24 ПЗРК «Мистраль», 12 ПЗРК «Стингер», 6—10 ПЗРК «Блоупайп», 20 ПЗРК «Стрела-2»)

### Военно-морские силы
Численность — 1730 человек (1800 по JCSS и Jane’s)
Корабельный состав:
- Ракетные катера: 7 ед.
- Патрульные катера: св. 50 ед.
- Береговая оборона: 4 батареи (12х4 ПУ) ПКР ММ-40 Exocet

Прочие вооружённые формирования: вооружённая полиция — 8000 (имеют БТР, вертолёты, катера; техника перечислена выше)

#### Сотрудничество с США
Начиная с 1992 года Катар тесно сотрудничает с США в военной сфере. На расположенной поблизости от аэропорта Абу Наклах военной базе аль Удейд дислоцирован 609-й Центр управления воздушными и космическими операциями Центрального командования вооружённых сил США (один из четырёх подобных зарубежных центров армии США).

## Внешняя политика

### Связи с исламистскими террористическими организациями

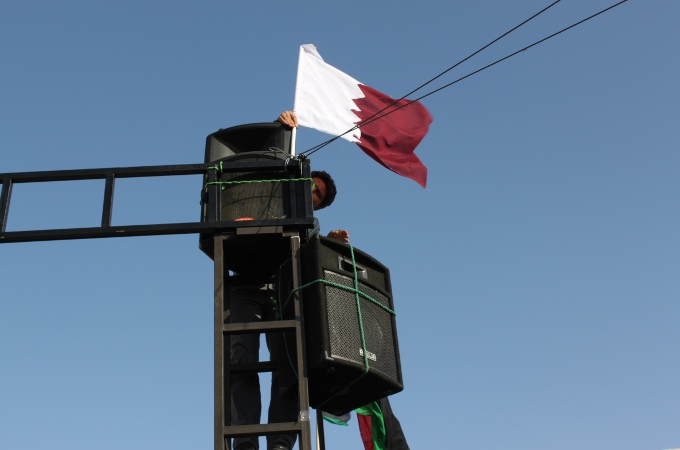
Катарский флаг, вывешенный в Бенгази во время Ливийской революции

Катар за последние годы неоднократно обвинялся различными экспертами, СМИ и политическими деятелями разных стран в спонсировании и всяческой поддержке исламистских суннитских террористических организаций, таких как: Аль-Каида, Братья-мусульмане, Талибан, ХАМАС, Исламское государство и Джебхат ан-Нусра.

### Катарский дипломатический кризис
5 июня 2017 года одна за другой ряд стран — соседние Бахрейн, Саудовская Аравия, а также Египет, Объединённые Арабские Эмираты, Йемен, Ливия, Мавритания, Коморы, Мальдивы и Маврикий объявили о разрыве отношений с Катаром из-за его связей с террористическими организациями (в частности, «Фронт ан-Нусра»), вмешательством во внутренние дела государств региона и распространением идеологии «Аль-Каиды», «Братьев-мусульман» и «Исламского государства». Иордания приняла решение снизить уровень своего дипломатического представительства в Катаре. Саудовская Аравия, Бахрейн и ОАЭ потребовали от катарских подданных покинуть территории своих государств в течение 14 дней и, в свою очередь, потребовали от своих подданных покинуть Катар в те же сроки (ранее эти же страны кратковременно высылали катарских дипломатов в 2014 году). Кроме того, соседние страны ввели полную блокаду Катара.
Также было аннулировано участие Катара в операции против хуситов в Гражданской войне в Йемене.
6 июня 2017 Катар призвал соседей к диалогу, посредником выступил эмир Кувейта.

## Образование

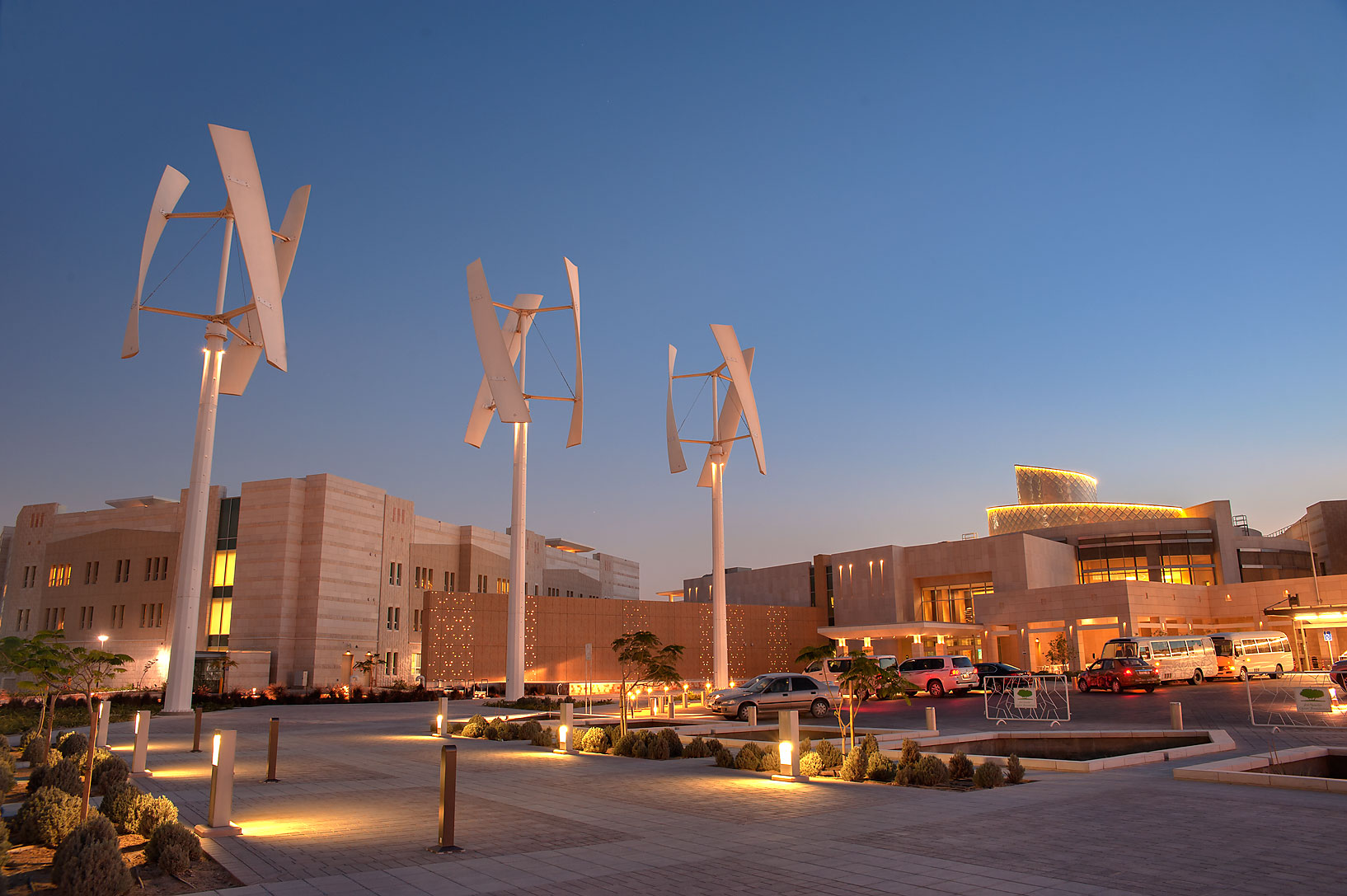
Студенческий центр в Образовательном городе

Государственное образование было создано в Государстве Катар в 1952 году.
Государство создало множество школ, университетов, колледжей и научно-исследовательских и учебных центров.

## Культура
Общественная жизнь в Катаре характеризуется аутентичными культурными формами, которые демонстрируются в катарском меджлисе (собраниях), включая декламацию стихов и исторические повествования.
Кроме того, традиция охоты за жемчугом в Катаре сопровождалась празднованиями и музыкой, которые популярны и сегодня.
Катарские фольклорные танцы, такие как Аль Арда, исполняются во время различных праздников и мероприятий.
Каллиграфия и архитектура исторически были наиболее доминирующими формами изобразительного искусства в Катаре. Однако в последние десятилетия сцена изобразительного искусства быстро расширилась с созданием Катарского общества изящных искусств.
Управление музеев Катара играет важную роль в продвижении культурной деятельности, и в Катаре находится множество музеев и галерей, в том числе Музей исламского искусства и Арабский музей современного искусства Матхаф.
Катар присоединился к Комитету всемирного наследия ЮНЕСКО в 2011 году и является домом для объекта всемирного наследия Эз-Зубара, археологических раскопок. Кроме того, страна участвует в широком спектре культурных мероприятий, проводя и спонсируя как местные, так и международные мероприятия.

## СМИ

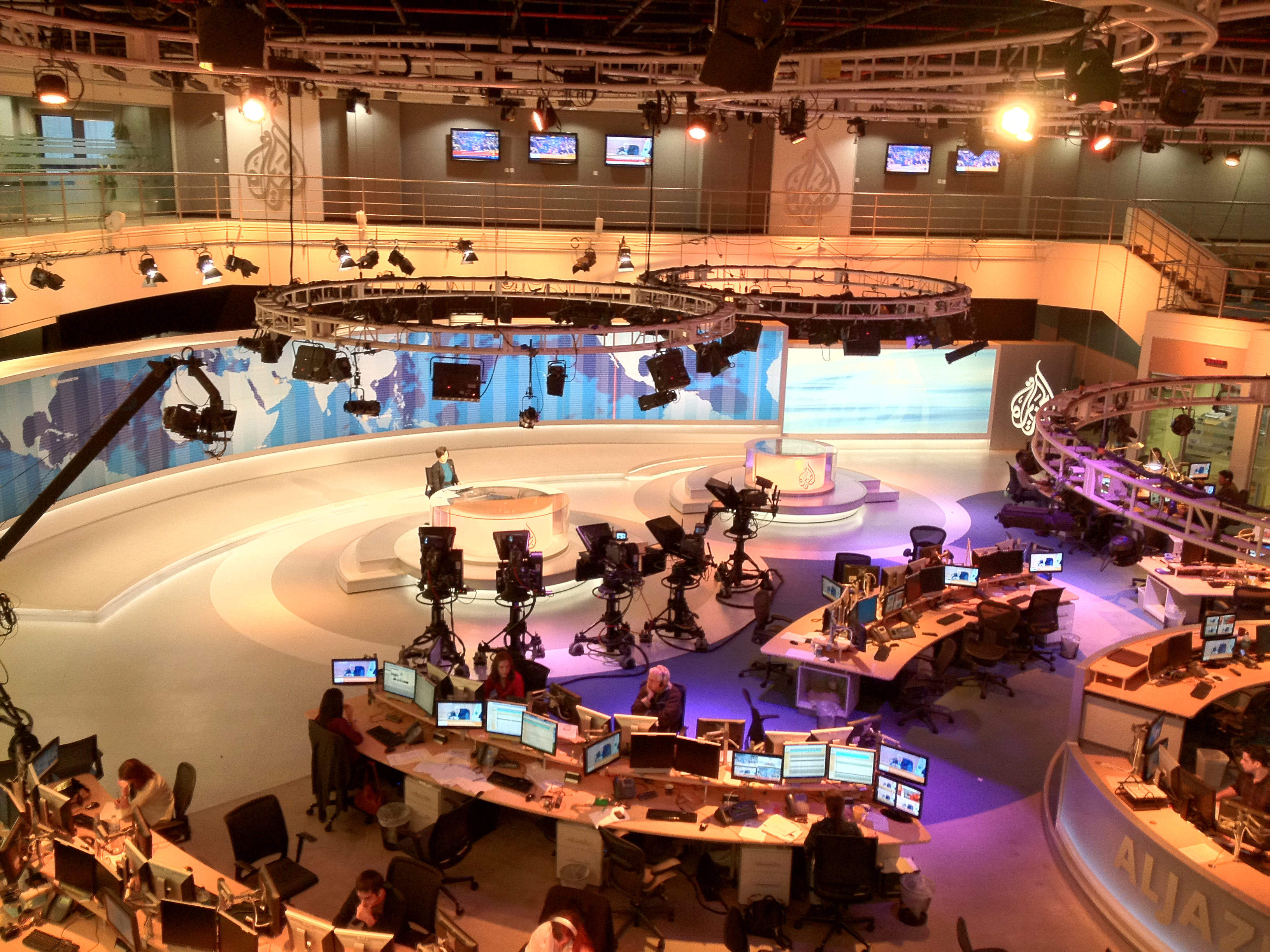
Студия телеканала «Аль-Джази́ра» в Дохе

Государственная телерадиокомпания QGBTC (Qatar General Broadcasting and Television Corporation), включает в себя телеканал Qatar TV и радиоканал Qatar Radio. Также, крупнейший на всём панарабском пространстве мультимедийный холдинг Аль-Джазира, чья штаб-квартира расположена в Дохе, был создан в 1996 году по указу эмира Катара Хамада ибн Халифа Аль Тани.
С 2013 года Египет ограничивает вещание для СМИ из Катара.

## Спорт

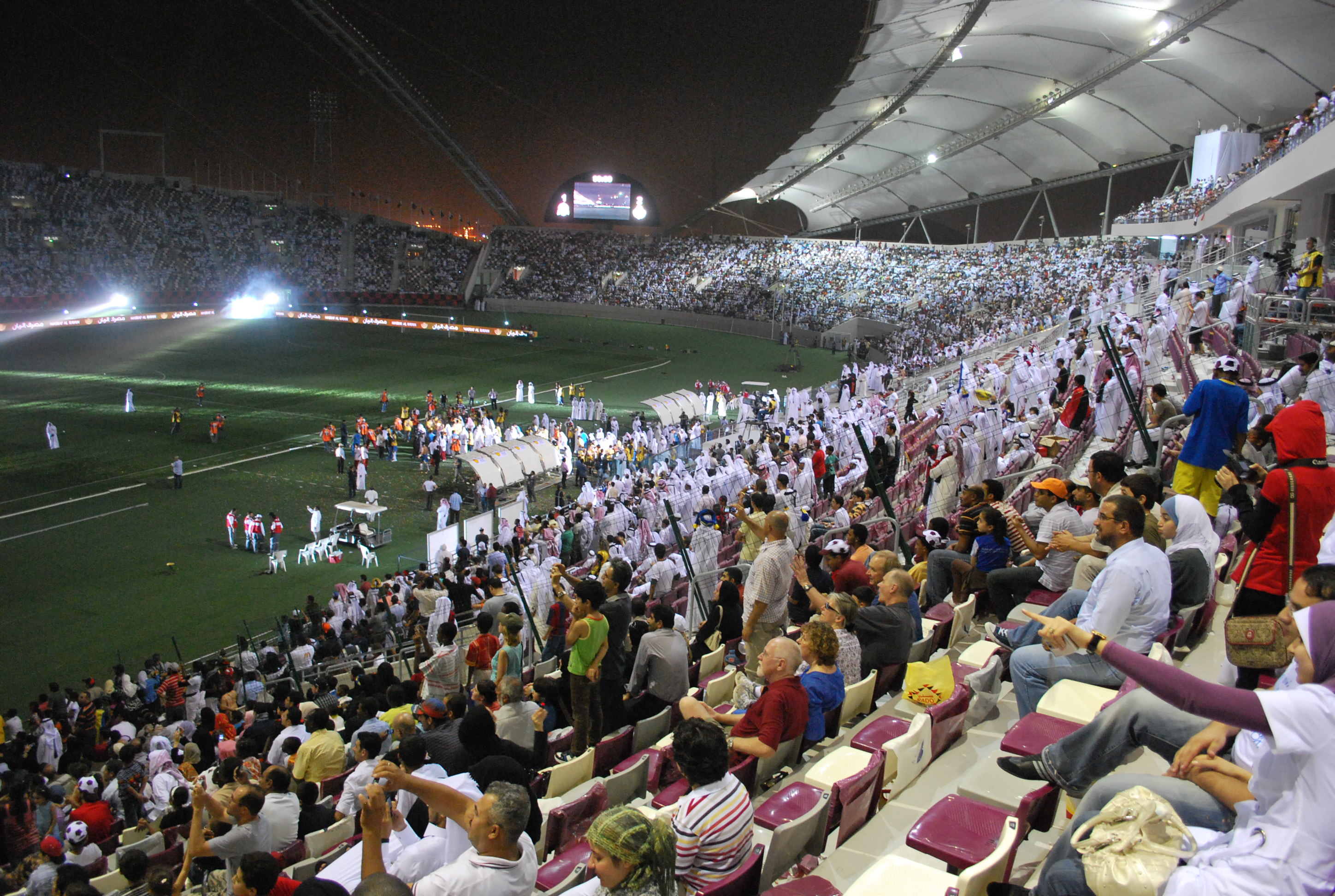
Футбольный матч в Дохе

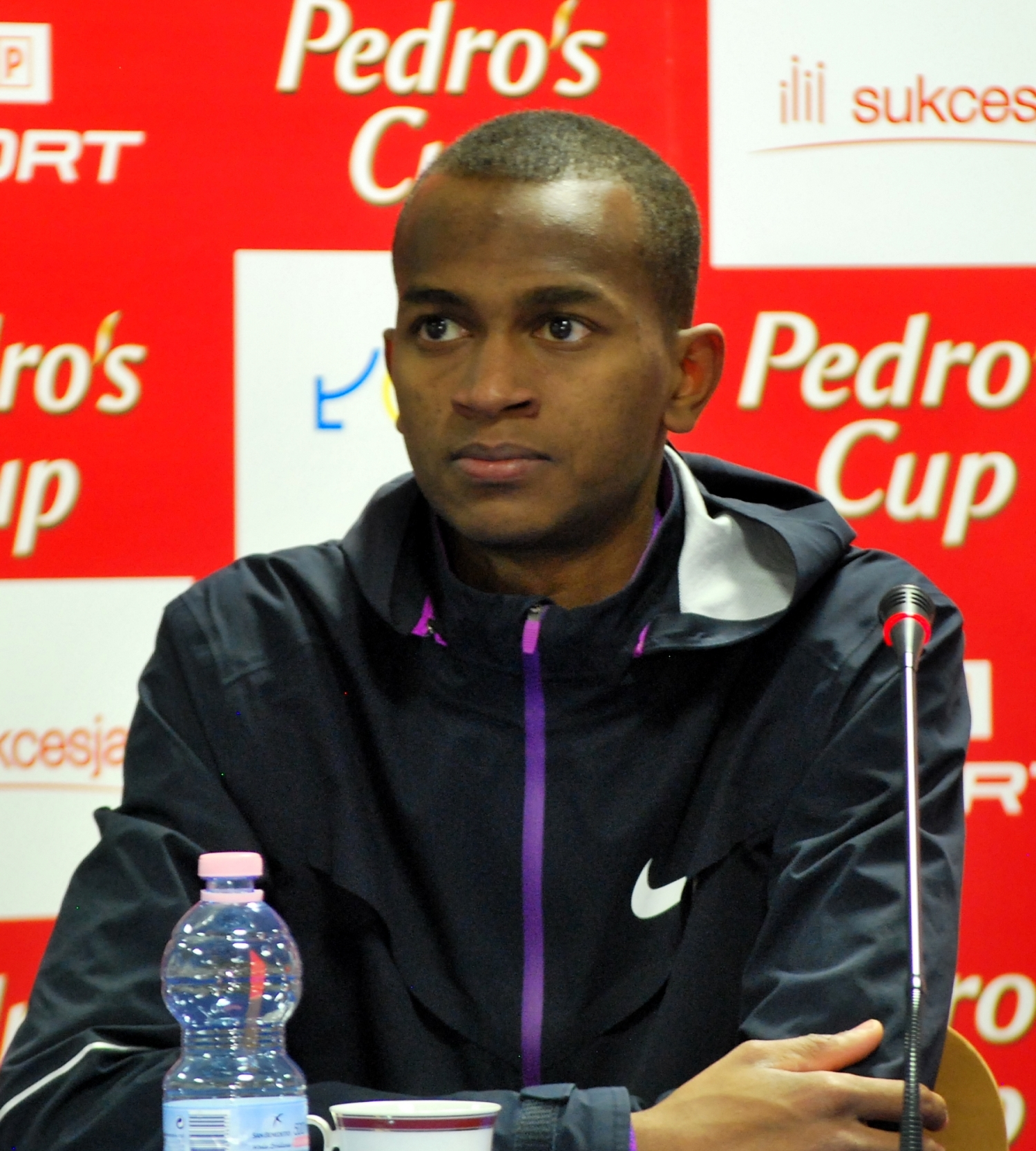
Прыгун в высоту Мутаз Эсса Баршим принёс Катару три олимпийские награды

- Катар получил право на проведение чемпионата мира по футболу 2022 года, который из-за жаркого климата прошёл на стыке осени и зимы[44]. В январе 2013 года разгорелся скандал о возможном подкупе членов ФИФА при выборах страны проведения чемпионата мира 2022 года.
- 21 ноября 2021 года на автодроме «Лусаил» впервые прошёл Гран-при Катара «Формулы-1». Соглашение о проведении этапов подписано на 10 лет, начиная с 2023 года.
- Начиная с 1984 года Катар неизменно принимает участие в летних Олимпийских играх. За всё время спортсмены из Катара завоевали 8 медалей: 2 золота, 2 серебра и 4 бронзы. Три из восьми медалей завоевал прыгун в высоту суданского происхождения Мутаз Эсса Баршим. В зимних Олимпийских играх Катар пока не участвовал.
- Катар принимал Кубок Азии по футболу в 1988 и 2011 годах.
- Нассер Аль-Аттия является «многопрофильным» спортсменом, поскольку он выступает за свою страну сразу в двух видах спорта — автогонках и стендовой стрельбе, причём успешно: в 2011 году Аль-Аттия одержал победу в Ралли Дакар в классе внедорожников, а в следующем году завоевал бронзовую медаль на Олимпийских играх в Лондоне.
- В Дохе ежегодно проводятся теннисные турниры ATP и WTA.
- Ежегодно в Катаре проходят этапы легкоатлетической Бриллиантовой лиги.
- В 2014 году сборная Катара по баскетболу 3×3 завоевала звание чемпионов мира на прошедшем в Москве чемпионате мира.
- В 2015 году Катар принял чемпионат мира по гандболу среди мужчин, где сборная страны сенсационно заняла второе место — весь состав команды состоял из недавно натурализованных спортсменов[45].
- В Дохе в октябре 2015 года прошёл чемпионат мира по боксу среди любителей.
- Также в 2015 году Катар принимал Всемирную олимпиаду роботов.
- В ноябре и декабре 2022 года в Катаре проводился Чемпионат мира по футболу 2022.